# Iosif Budahazi
Iosif Budahazi (în maghiară Budaházi József; n. 25 mai 1947, Carei, Satu Mare, România – d. 22 noiembrie 2003, Herzberg am Harz, Saxonia Inferioară, Germania) a fost un scrimer român specializat pe sabie. 
S-a apucat de scrimă în orașul său natal, Carei, împreună cu fratele său cel mic, Gyuri. În timpul studiilor sale s-a alăturat CS „Universitatea” din București sub îndrumarea lui Gheorghe Man. În 1967 a fost campion național atât la juniori, cât și la seniori. Alături de Gheorghe Culcea, Dan Irimiciuc, Constantin Nicolae și Octavian Vintilă, a participat la Jocurile Olimpice de vară din 1972 de la München. La proba individuală a fost eliminat în turul patru. La proba pe echipe, România s-a clasat pe locul 4.
În paralel cu cariera sportivă, era inginer constructor. 

## Legături externe
- en Iosif Budahazi la Olympedia.org